# غولان عليا
غولان عليا هي قرية في مقاطعة سردشت، إيران. يقدر عدد سكانها بـ 13 نسمة بحسب إحصاء 2016.